# Neujahrskonzert der Wiener Philharmoniker 1966
Das Neujahrskonzert der Wiener Philharmoniker 1966 war das 26. Neujahrskonzert der Wiener Philharmoniker und fand am 1. Jänner 1966 im Goldenen Saal des Wiener Musikvereins statt. Dirigiert wurde es zum zwölften Mal von Willi Boskovsky, der diese Institution 1941 schon als Konzertmeister der Wiener Philharmoniker mit ins Leben gerufen hatte.
Das Konzert war ein erster (echter) Meilenstein in der Geschichte der Neujahrskonzerte der Wiener Philharmoniker zu dessen heutiger weltweiten Wirkung: Es war einerseits das siebente Neujahrskonzert, dessen 2. Teil im Fernsehen übertragen wurde, andererseits jetzt allerdings neu in Kooperation von Eurovision und Intervision, dem Fernsehverbund der damaligen sozialistischen Staaten: Es wurde also erstmals offiziell hinter dem ansonsten „Eisernen Vorhang“ übertragen.

## Besonderheit

### Allgemeines
Streng genommen war es einerseits das 27. Konzert zum Jahreswechsel – denn zur Jahreswende 1939/40 gab es bereits ein Außerordentliches Konzert der Wiener Philharmoniker, welches allerdings am Silvesterabend 1939 stattfand –, aber erst seit 1946 – seit dem  erstmaligen Dirigat von Josef Krips – trägt das Konzert den Namen Neujahrskonzert der Wiener Philharmoniker: Unter diesem Namen war es das nunmehr 21. mit diesem Titel. Willi Boskovsky stand, wie bereits seit 1955 auf Grund seiner einstimmigen Wahl durch die Orchestermitglieder als ständiger Dirigent des Neujahrskonzertes am Pult.
Willi Boskovsky blieb in Erinnerung, dass er große Teile des Konzertes, meist die Walzer, mit dem Geigenbogen leitete und, die Violine in die Hüfte gestützt, immer wieder ans Kinn nahm, um einen eigenen Schwung in das Orchester zu übertragen.
Einzelne Musikstücke wurden wieder mit Ballettaufnahmen unterlegt. Es tanzten Mitglieder des Balletts der Volksoper Wien, die Choreographie übernahm die Ballettmeisterin Dia Luca.

### Fernsehübertragung erstmals über „Intervision“
Der zweite Teil des Neujahrskonzertes wurde im Fernsehen als Eurovisionssendung übertragen, die der Österreichische Rundfunk (ORF) und das Schweizer Fernsehen (SF) gemeinsam produzierten. Die Regie übernahm wieder Hermann Lanske.
Durch eine Kooperation mit Intervision – an sich eine der Eurovision vergleichbare Institution der damaligen sozialistischen Länder –, dem aber der ORF und auch das finnische Fernsehen angehörten, kam es zu dieser neuen Konstellation: Intervision schloss vertraglich ab, dass das Neujahrskonzert der Wiener Philharmoniker auch auf dessen Sendegebiet übernommen wird, ohne dass damit auch eine Pflicht der organisierten Fernsehanstalten zu dessen Ausstrahlung bestand.
Nach Überwindung zahlreicher technischer Schwierigkeiten und auch politischen Vorbehalten von beiden Seiten aus, gelang es mit dem „Neujahrskonzert 1966“ dieses auch über Intervision auszustrahlen, was sich statistisch über einen sprunghaften Anstieg der Anzahl der Länder, in denen es ausgestrahlt wurde, bemerkbar machte.
Ausgestrahlt wurde es bei Eurovision neben Österreich in Belgien, der Bundesrepublik Deutschland, in Dänemark, Finnland, Frankreich, Großbritannien, Italien, Jugoslawien, der Niederlande, in Norwegen, Schweden, Spanien und der Schweiz; Luxemburg setzte 1966 aus. Über Intervision kamen 1966 neu hinzu: Bulgarien, die ČSSR, die DDR, Polen, Rumänien, die Sowjetunion und Ungarn, es wurde mithin in nunmehr 21 Staaten original ausgestrahlt.

## Programm

### 1. Teil
1. Johann Strauss (Sohn): Ouvertüre zur Operette Der Zigeunerbaron
2. Johann Strauss (Sohn): Carnevals-Botschafter (Walzer), op. 270*
3. Johann Strauss (Sohn): Im Krapfenwaldl (Polka française), op. 336
4. Johann Strauss (Sohn): Banditen-Galopp (Polka schnell), op. 378
5. Johann Strauss (Sohn): Stadt und Land (Polka Mazur), op. 322
6. Josef Strauss: Jokey-Polka (schnell), op. 278
7. Johann Strauss (Sohn): Künstlerleben (Walzer), op. 316

### 2. Teil
1. Johann Strauss (Sohn): Ouvertüre zur Operette Das Spitzentuch der Königin
2. Josef Strauss: Aquarellen (Walzer), op. 258
3. Johann Strauss (Sohn): Annen-Polka, op. 117
4. Josef Strauss: Ohne Sorgen (Polka schnell), op. 271
5. Johann Strauss (Vater): Sperl-Galopp, op. 42*
6. Joseph Lanner: Hofballtänze (Walzer), op. 161
7. Johann Strauss (Sohn): Vergnügungszug (Polka schnell), op. 281
8. Johann Strauss (Sohn): Neue Pizzicato-Polka, op. 449
9. Johann Strauss (Sohn): Unter Donner und Blitz (Polka schnell), op. 324

### Zugaben
1. Josef Strauss: Auf Ferienreisen (Polka (schnell)), op. 133
2. Johann Strauss (Sohn): An der schönen blauen Donau (Walzer), op. 314
3. Johann Strauss (Vater): Radetzky-Marsch, op. 228

Werkliste und Reihenfolge sind der Website der Wiener Philharmoniker entnommen.
 Mit * gekennzeichnete Werke standen erstmals in einem Programm eines Neujahrskonzertes.